# Vesna Bugarski
Vesna Bugarski (Sarajevo, 2 maggio 1930 – Sarajevo, 22 agosto 1992) è stata un architetto jugoslavo, prima donna architetto della Bosnia ed Erzegovina.

## Biografia
Bugarski studiò architettura all'università di Belgrado, unica donna iscritta al corso. Si laureò quindi presso la nuova facoltà di architettura dell'università di Sarajevo nel 1964. Lavorò quindi per Prosperitet, una società di progettazione e design a Sarajevo, per spostarsi quindi in Danimarca per diversi anni, specializzandosi in design d'interni. Fece quindi ritorno a Sarajevo dove iniziò a tessere arazzi mentre continuava a progettare interni per uffici e appartamenti. Nell'agosto del 1992, durante la guerra in Bosnia, mentre tornava a casa dal mercato fu uccisa da una granata sparata dalle colline. Gran parte del suo lavoro a Sarajevo fu distrutto durante la guerra.